# Air Algérie
Air Algérie (in lingua araba: الخطوط الجوية الجزائرية - al-Khutut al-Jawiyah al-Jazaa-iriyah); è la compagnia aerea di bandiera dell'Algeria.
Con voli che provenienti dall'aeroporto Houari Boumédiène di Algeri, Air Algérie opera voli di linea internazionali verso 39 destinazioni in 28 paesi in Europa, Nord America, Africa, Asia e Medio Oriente. Opera anche voli di linea nazionali verso 32 aeroporti algerini.
Air Algérie è membro della Arab Air Carriers Organization (Organizzazione Araba dei Trasporti Aerei) ed è in attesa di diventare un membro di SkyTeam.

## Storia

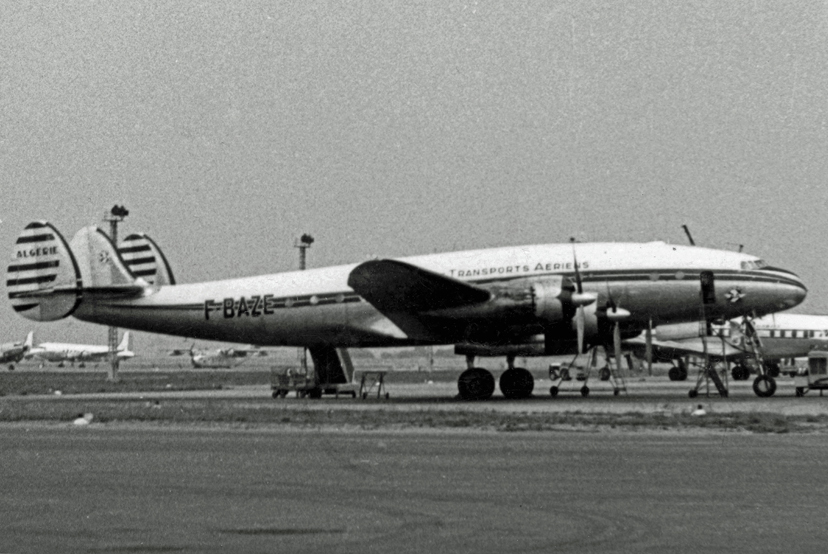
Una Lockheed Constellation con marche francesi in livrea Air Algérie all'aeroporto di Parigi Orly nel 1957.

### Fondazione e primi anni
Nel 1946 venne fondata la Compagnie Générale de Transports Aériens (CGTA) che iniziò a operare voli tra l'Algeria e l'Europa su base charter nel 1947, ma alla fine del decennio iniziarono i voli di linea con destinazione Algeri, Basilea, Bône, Ginevra, Marsiglia, Parigi, Philippeville (odierna Skikda) e Tolosa. Tre aerei Bretagne da 34 posti entrarono nella flotta di sette DC-3 nel 1952. Alla fine degli anni 1940 venne costituita la Compagnie Air Transport (CAT), controllata da Air France e dalla Compagnie Générale Transatlantique, e collegava Basilea, Lione, Marsiglia, Parigi e Tolosa con Algeri, Costantina e Orano. Venivano effettuati anche voli stagionali Londra-Deauville e Le Touquet. In seguito al calo del traffico dopo il 1951, l'azienda cercò un partner per la fusione.
CGTA e CAT si fusero il 23 maggio 1953 per formare la Compagnie Générale de Transports Aériens Air Algérie, con una flotta che includeva un Breguet 761, sei Bretagne, cinque DC-3 e tre DC-4. A seguito della fusione, Air Algérie avviò servizi stagionali per Ajaccio, Clermont-Ferrand, Montpellier e Perpignano. Inoltre, venne anche aggiunta tra le destinazioni la Svizzera, veniva effettuato uno scalo a Palma su base settimanale in collaborazione con Aviaco e la maggior parte delle rotte trans-mediterranee erano operate in partecipazione con Air France, con il vettore francese che effettuava il 54% di questi servizi, e il resto era lasciato ad Air Algérie. I voli per la Costa Azzurra furono aggiunti alla fine degli anni cinquanta.
Due Noratlas furono acquisiti nel luglio 1957, con un terzo che entrò nella flotta nel luglio dell'anno successivo. Il vettore divenne il primo privato francese ad ordinare il Caravelle all'inizio del 1958, il primo dei quali fu consegnato dal produttore nel gennaio 1960. Dopo la consegna, l'aereo venne schierato sulla rotta Algeri-Parigi. Nell'aprile 1960, il parco aeromobili era composto da tre Caravelle, tre DC-3, dieci DC-4, due Lockheed L-749 Constellation e tre Noratlas. I Caravelle furono gradualmente dispiegate sulle rotte precedentemente percorse con le Constellation e i DC-4, che furono utilizzati per servizi cargo o venduti.

### Indipendenza algerina

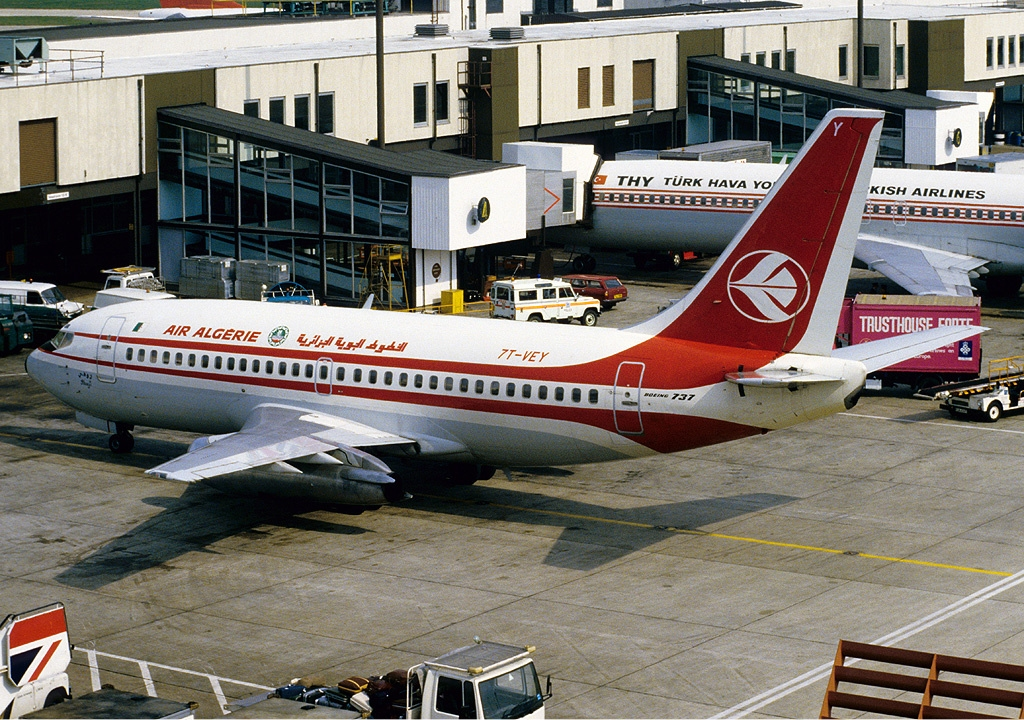
Un Boeing 737-200 all'aeroporto di Londra-Heathrow nell'aprile 1984.

Due compagnie di navigazione, Compagnie Générale Transatlantique e Compagnie de Navigation Mixte, erano i proprietari di una quota di maggioranza (98%) in Air Algérie fino a quando l'Algeria non ottenne l'indipendenza nel 1962.  Dopo l'indipendenza, la Délégation Générale in Algeria e Air France rilevarono una partecipazione di controllo.  La struttura finanziaria cambiò nel marzo 1963, quando le compagnie di navigazione e Air France cedettero una quota del 31%,  e il governo algerino prese possesso di 51% del patrimonio della compagnia, che ottenne lo status di compagnia di bandiera.  Nell'aprile 1964, il governo aumentò la partecipazione nella compagnia al 57%. Quel mese fu firmato un contratto per l'acquisizione di due Ilyushin Il-18 destinati a gestire il servizio Algeri-Mosca. Air Algérie prese in consegna solo uno di questi aerei, poiché il contratto venne successivamente annullato. L'unico Il-18 della flotta veniva utilizzato dal governo. Nel 1968, quattro Convair 440 ex Lufthansa furono acquistati e convertiti nella versione 640. Questi velivoli vennero per sostituire i vecchi DC-4. Le operazioni charter rappresentavano fino al 20% delle attività della compagnia aerea.
Nel marzo 1970, il governo era proprietario dell'83% dell'azienda; in quel momento facevano parte della flotta un Boeing 737-200, cinque Caravelle, quattro CV-640, tre DC-3 e un DC-4. La Société de Travail Aérien, un vettore nazionale fondato nel 1968, venne rilevato da Air Algérie nel maggio 1972. Ad agosto vennero ordinati tre Fokker F27-400 per 2,5 milioni di sterline. A settembre, con un secondo Boeing 737 in attesa di consegna, vennero ordinati altri due esemplari. Quell'anno, il governo dell'Algeria aumentò la sua partecipazione al vettore al 100% quando acquisì la restante quota del 17,74% detenuta da Air France. Una nuova rotta per Karachi venne inaugurata nel 1975. Nel novembre 1979, quattro Boeing 727 furono ordinati con un accordo del valore di 62 milioni di dollari.
Nel luglio 1980, Air Algérie aveva 5.621 dipendenti e una flotta composta da 57 aeromobili, tra cui 14 Ag-Cat, sei Boeing 727-200, dieci Boeing 737-200, tre Boeing 737-200C, un Boeing 747-200C, un Cherokee Six, due Convair CV-640, un Douglas DC-8-63CF, un Nord 262 e 18 Queen Air; in quel momento, la compagnia offriva servizi di linea internazionali verso Belgio, Bulgaria, Cecoslovacchia, Egitto, Francia, Germania, Italia, Jugoslavia, Libia, Romania, Spagna, Regno Unito, URSS e Svizzera, tra gli altri paesi, oltre a un'ampia rete domestica. Nel gennaio 1981, il vettore ordinò tre Lockheed L-100-30. Nel novembre 1981 furono acquisiti un Boeing 727-200 e un Boeing 737-200. Tre Boeing 737-200 furono ordinati per 50 milioni di dollari nel 1983. Air Algérie divenne il 48° cliente di Airbus quando ordinò due Airbus A310 nel 1984. Quell'anno fu costituita una filiale chiamata Inter Air Services (IAS) (in francese: Lignes Intérieures Algériennes), una compagnia aerea che effettuava voli nazionali e regionali utilizzando i Fokker F27. La rete di IAS era gestita per conto di Air Algéries e nel marzo 1985 comprendeva Adrar, Algiers, Bechar, Bordj B. Mokhtar, Djanet, El Golea, Ghardaia, Hassi Messaoud, Illizi, In Amenas, In Salah, Oran, Ouargla, Tamanrasset e Timimoun; a questo punto, Air Algérie aveva 6.788 dipendenti. Nel 1989, il vettore ha ordinato tre Boeing 767-300 per 264 milioni di dollari.

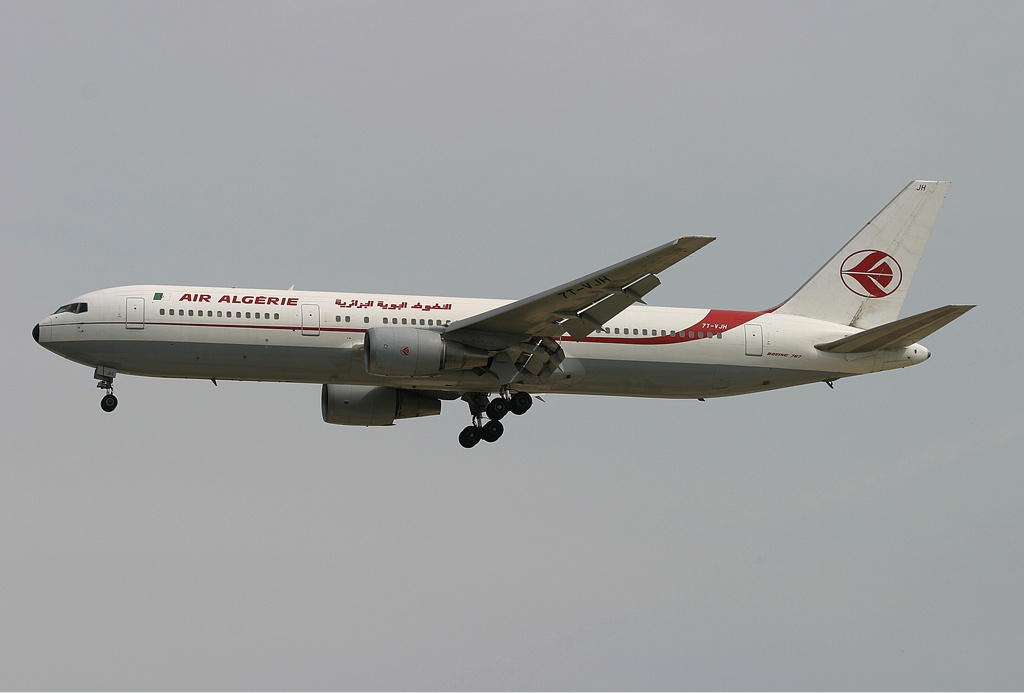
Un Boeing 767-300 all'aeroporto di Parigi-Charles de Gaulle nel 2003. La compagnia aerea ha ricevuto il primo esemplare nel 1990.

Il primo Boeing 767-300 venne consegnato dal produttore a metà del 1990. Quell'anno, il vettore entrò in un processo di ristrutturazione che sarebbe durato fino al 1995, dopo anni di perdite per un totale di $ 64.000.000 (equivalenti a $ 132.743.760 nel 2021) solo per il 1990, con debiti che erano aumentati a 402 milioni di dollari dopo una svalutazione del valuta locale. La ristrutturazione sembrava aver dato i suoi frutti, poiché la società aveva realizzato un profitto di 14,5 milioni di dollari nel 1992.
Air Algérie e Sonatrach fondarono Tassili Airlines nel 1998; la partecipazione del 49% di Air Algérie in questa compagnia aerea venne poi ceduta a Sonatrach nel 2005.

### Modernizzazione
Air Algérie è diventata una società per azioni nel 1997. Nel 2006 il suo capitale ammontava a 57 miliardi di dinari (circa 560 milioni di euro). La rete di vendita comprendeva 150 agenzie, collegate al sistema di prenotazione e distribuite tramite GDS a cui Air Algérie ha aderito.
Nel novembre 2010 Air Algérie ha annunciato un investimento di 400 milioni di euro per rinnovare la sua flotta.
Nel gennaio 2019 Air Algérie ha raggiunto un accordo per la vendita dei suoi tre Boeing 767-300 a una società privata americana. L'ultimo ha lasciato l'aeroporto di Algeri-Houari Boumediene il 27 gennaio 2019.
Il 3 marzo 2020 un Airbus A330-200 di Air Algérie ha rimpatriato 130 cittadini algerini, tunisini, libici e mauritani a Wuhan in Cina a causa della pandemia di Covid-19. Il 16 marzo 2020, Air Algérie ha sospeso i voli verso Italia, Spagna, Francia e Marocco a causa della pandemia. Pochi giorni dopo, il 21 marzo, ha deciso di sospendere tutti i suoi voli nazionali e internazionali. Il 1º giugno 2021, dopo oltre un anno di sospensione, Air Algérie ha parzialmente ripreso i voli verso Francia (Parigi e Marsiglia), Spagna (Barcellona), Turchia (Istanbul) e Tunisia (Tunisi).
In totale, per tutto il 2021, Air Algérie ha registrato meno di 2 milioni di passeggeri, ovvero un calo delle presenze del 30% rispetto al 2019, l'ultimo anno prima della pandemia. I voli nazionali rappresentano l'80% dell'attività totale della compagnia.
Nel marzo 2022, Air Algérie ha annunciato l'intenzione di aumentare in modo significativo la propria offerta aprendo più di 108 nuove destinazioni internazionali per l'alta stagione e l'acquisto di nuovi velivoli per modernizzare la flotta.

## Destinazioni
Nel giugno 2007 Air Algérie ha inaugurato la rotta Algeri-Montréal. I voli per Pechino sono stati lanciati nel febbraio 2009. A partire da settembre 2012, Air Algérie detiene una quota di mercato del 46% sulle rotte internazionali; la compagnia aerea era il principale operatore di voli tra l'Algeria e la Spagna e sei delle dieci rotte internazionali con la più alta disponibilità di posti servivano la Francia.
A partire da ottobre 2015, il vettore serve una rete nazionale che comprende 35 destinazioni in Algeria, incluso il suo hub presso l'aeroporto di Houari Boumediène, oltre a una rete internazionale che serve altre 44 città.

### Accordi commerciali
Al 2022 Air Algérie ha accordi di codeshare con:
- Tunisair
- Turkish Airlines[25]

## Flotta

### Flotta attuale

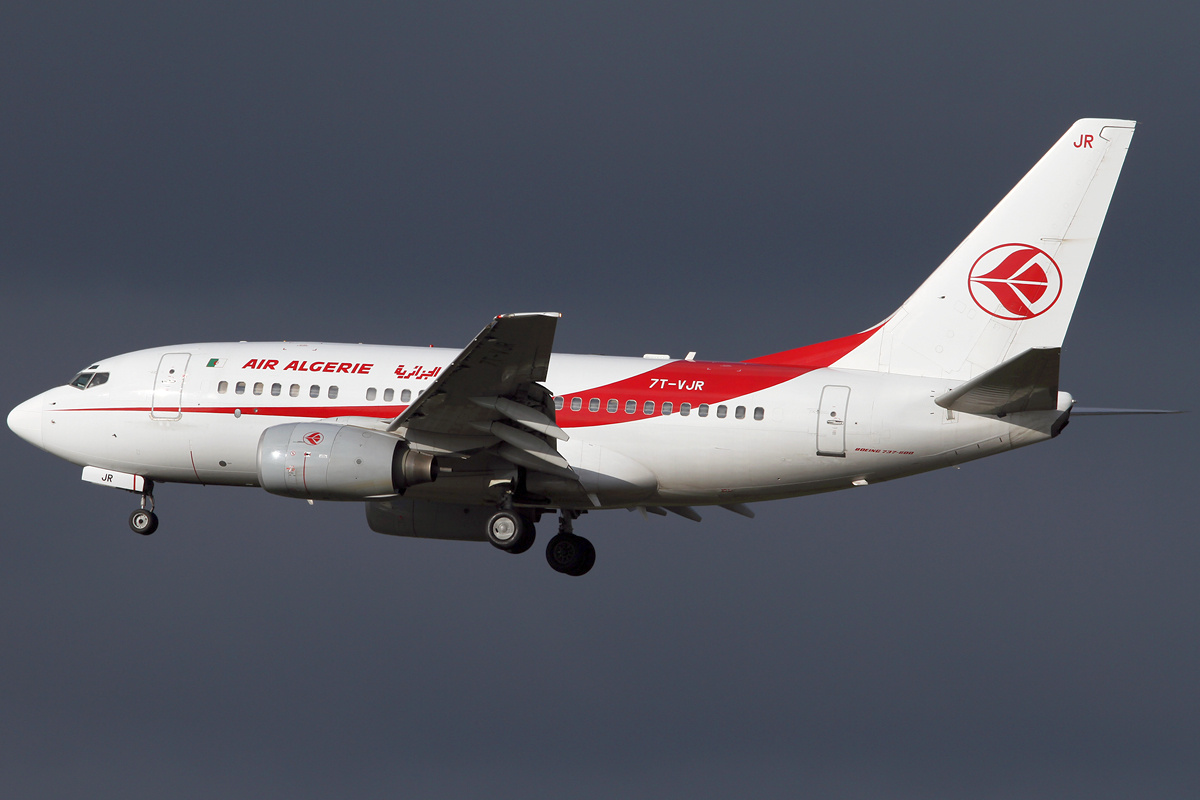
Un Boeing 737-600.

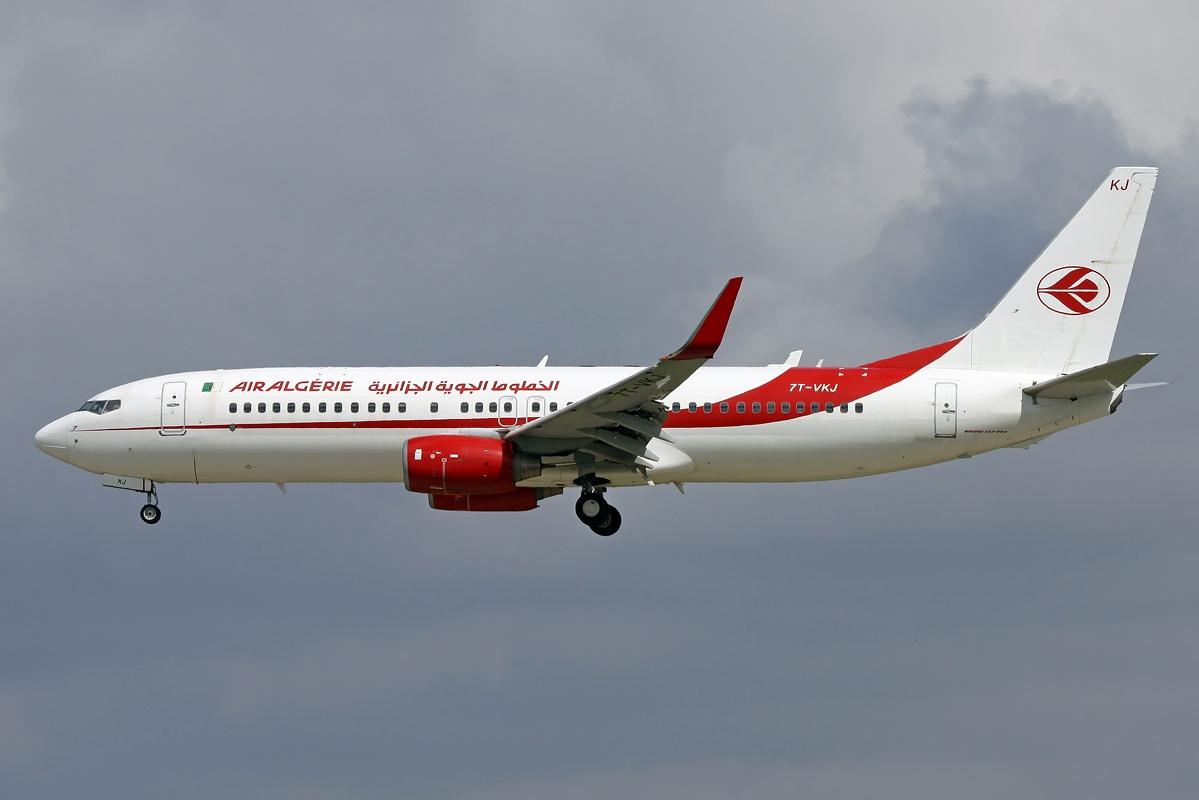
Un Boeing 737-800.

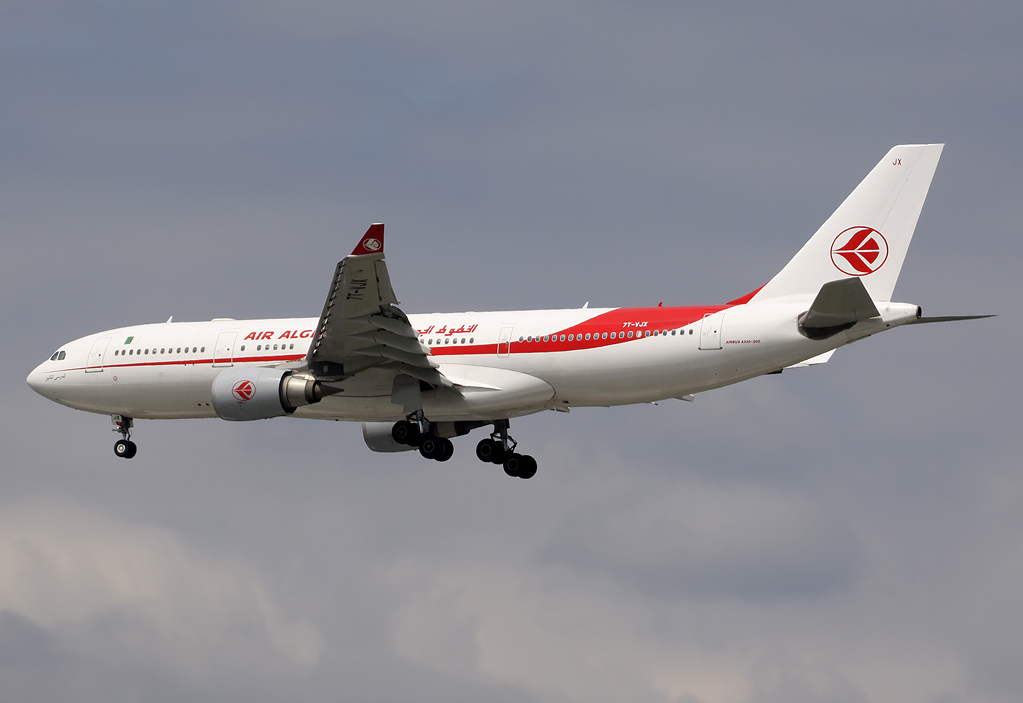
Un Airbus A330-200.

A maggio 2025 la flotta di Air Algérie è così composta:

### Flotta storica

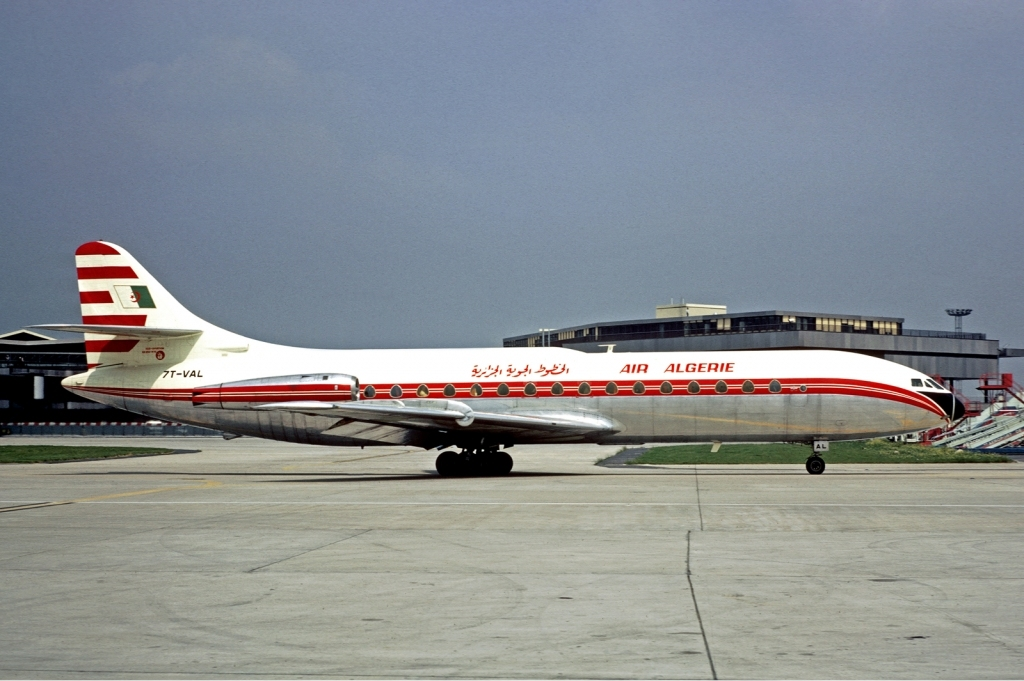
Un Sud Aviation Caravelle.

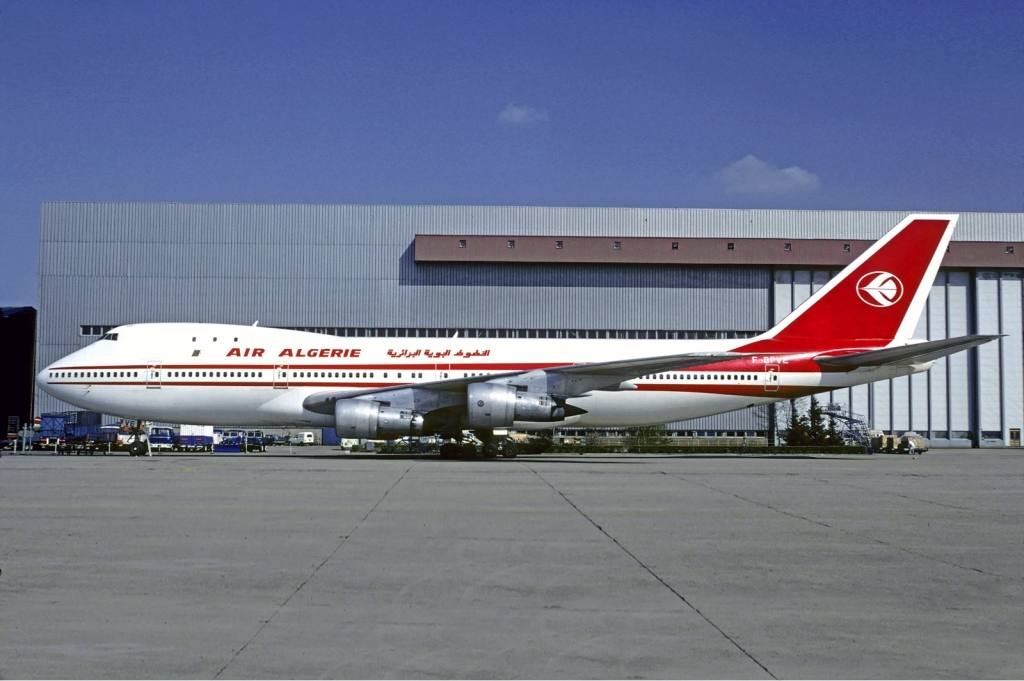
Un Boeing 747-100.

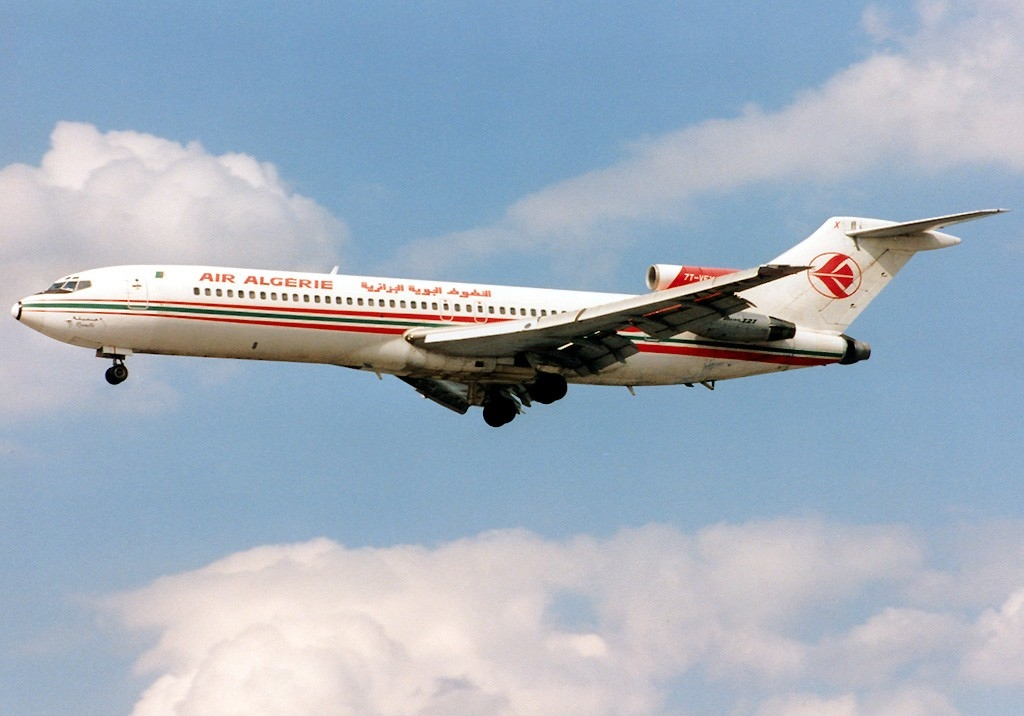
Un Boeing 727-200.

Air Algérie operava in precedenza con i seguenti velivoli:

## Incidenti

### Mortali
- Il 19 maggio 1960 si verificò una collisione in volo, a 20 km di distanza dall'aeroporto di Parigi-Orly, tra un Sud Aviation Caravelle (marche F-OBNI) di Air Algérie e un biplano Stampe SV.4 privato. Quest'ultimo fu completamente distrutto nell'impatto, uccidendo il pilota (unica persona a bordo), mentre la parte superiore della cabina del Caravelle venne gravemente danneggiata. I piloti riuscirono ad effettuare un atterraggio di emergenza e tutte le persone a bordo del Caravelle rimasero illese. L'aereo fu riparato e rimesso in servizio.[27]
- L'11 aprile 1967, un Douglas DC-4 della Air Algérie (marche 7T-VHU) in volo tra Algeri e Tamanrasset si schiantò contro una collina nel deserto del Sahara durante l'avvicinamento all'aeroporto di destinazione, provocando la morte dei 33 passeggeri e dei 6 membri dell'equipaggio.[28]
- Il 26 luglio 1969 scoppiò un incendio a bordo di un Sud Aviation Caravelle (marche 7T-VAK) di Air Algérie in volo tra Marsiglia e Biskra, probabilmente causato da un corto circuito. I piloti tentarono un atterraggio di emergenza a Hassi Messaoud, ma l'aereo venne rapidamente avvolto dalle fiamme e si schiantò al suolo, uccidendo tutti i 30 passeggeri e i 7 membri dell'equipaggio.[29]
- Il 24 gennaio 1979 a 19:40 un Nord 262 (marche 7T-VSU) di Air Algérie si schiantò a 15 chilometri dall'aeroporto di Béchar, causando la morte di 14 dei 20 passeggeri bordo, mentre i tre membri dell'equipaggio sopravvissero all'incidente. La causa fu individuata nel malfunzionamento di un altimetro che indusse i piloti a effettuare l'avvicinamento a una quota troppo bassa.[30]
- Il 21 dicembre 1994, un Boeing Boeing 737-200 Cargo di Air Algérie Cargo 702P si schiantò a 1,7 km dall'aeroporto di Coventry a causa della scarsa visibilità dovuta alla nebbia, causando la morte dei cinque membri dell'equipaggio.[31]
- Il 6 marzo 2003 un Boeing 737-200 (marche 7T-VEZ) di Air Algérie in volo da Tamanrasset ad Algeri via Ghardaïa, si schiantò al suolo poco dopo il decollo dall'aeroporto di partenza a causa di un guasto al motore, provocando la morte di 96 dei 97 passeggeri e di tutti i 6 membri dell'equipaggio.[32]

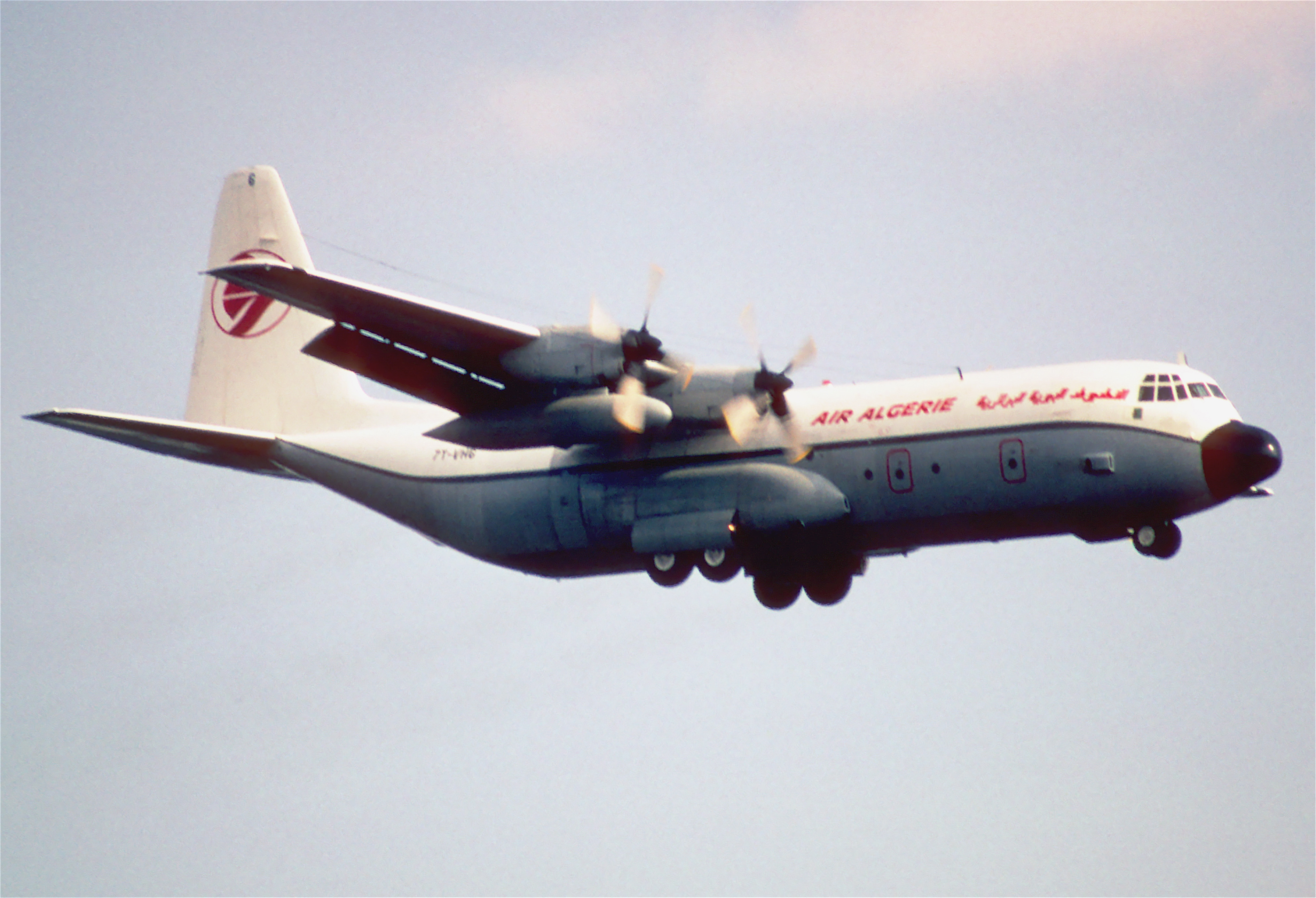
Il Lockheed L-130 (7T-VHG) dell'incidente del Volo Air Algérie 2208

- Il 13 agosto 2006 un Lockheed L-100-30 Hercules (marche 7T-VHG) di Air Algérie operante il volo 2208 è precipitato nei pressi di Piacenza a causa di un'avaria al pilota automatico, causando la morte dei tre membri dell'equipaggio.[33]
- Il 24 luglio 2014 un McDonnell Douglas MD-83 in leasing dalla compagnia aerea Swiftair, operante il volo Air Algerie 501, dopo esser stato inizialmente dato per disperso, venne confermato essersi schiantato nel nord del Mali a causa di un forte temporale; nell'incidente persero la vita tutti i 110 passeggeri e i 6 membri dell'equipaggio.[34]

### Non mortali
- L'8 giugno 1949, il carrello d'atterraggio principale di un Douglas C-47 Skytrain (marche F-BCYO) di Air Algérie cedette al momento del touch down all'aeroporto di Lione-Bron. L'aereo subì gravi danni, ma i tre membri dell'equipaggio sopravvissero all'incidente.[35]
- Il 30 ottobre 1951, un Sud-Ouest Bretagne (marche F-OAIY) di Air Algérie si incendiò a causa del cedimento del carrello di atterraggio destro durante il decollo all'aeroporto di Parigi-Orly. Tutti i 30 passeggeri e i 4 membri dell'equipaggio riuscirono a evacuare in tempo il velivolo, che venne rapidamente distrutto dalle fiamme.[36]
- Il 26 aprile 1962, dopo la fine della guerra d'Algeria, un Lockheed Constellation (marche F-BAZE) di Air Algérie in sosta presso l'aeroporto di Algeri, fu fatto esplodere da terroristi appartenenti all'Organisation armée secrète (OAS).[37]
- Il 23 settembre 1973, un Sud Aviation Caravelle (marche 7T-VAI) di Air Algérie venne danneggiato irreparabilmente durante un atterraggio all'aeroporto di Algeri.[38]
- Il 1º agosto 1989, un Lockheed L-100-30 Hercules di Air Algérie subì un ground loop al momento dell'atterraggio all'aeroporto di Tamanrasset, riportando danni irreparabili, mentre non ci furono vittime fra i quattro membri dell'equipaggio.[39]
- Il 25 luglio 1991, il carrello di atterraggio anteriore di un Fokker F27 (marche 7T-VRM) di Air Algérie cedette durante un atterraggio all'aeroporto di In Guezzam, danneggiando irreparabilmente l'aereo.[40]
- Il 2 agosto 1996 un Boeing 737-200 (marche 7T-VED) di Air Algérie uscì di pista all'aeroporto di Tlemcen dopo aver abortito il decollo. Non ci furono vittime tra i 100 passeggeri e i 6 membri dell'equipaggio a bordo, mentre il velivolo rimase notevolmente danneggiato.[41]
- Il 31 gennaio 1999 un Boeing 737-200 (marche 7T-VEH) di Air Algérie uscì di pista, a causa della neve accumulatasi, durante un atterraggio all'aeroporto di Costantina. Non ci furono vittime tra i 92 passeggeri e i 7 membri dell'equipaggio.[42]
- Il 18 marzo 2006 il carrello di atterraggio principale di un Boeing 737-600 (marche 7T-VJQ) di Air Algérie cedette dopo l'atterraggio in condizioni climatiche avverse all'aeroporto di Siviglia. Rimasero feriti 45 dei 101 passeggeri e tutti i 6 membri dell'equipaggio.[43]
- Il 14 marzo 2008, un Boeing 737-800 (marche 7T-VKA) di Air Algérie, che operava il volo 1143 da Parigi a Sétif con 120 persone a bordo riportò danni a causa di un atterraggio duro all'aeroporto di destinazione.[44]

### Dirottamenti
- Il 31 agosto 1970, tre passeggeri armati di pistole e bombe molotov dirottarono un Convair CV-640 della Air Algérie che operava un volo di linea tra Annaba e Algeri ordinando ai piloti di dirigersi in Albania. Durante una sosta per il rifornimento di carburante a Cagliari, undici passeggeri vennero autorizzati a lasciare il velivolo. In seguito, le autorità albanesi negarono l'autorizzazione all'atterraggio, così i piloti deviarono su Ragusa di Dalmazia, dove i dirottatori vennero arrestati.[45]
- Il 31 marzo 1991 (durante la guerra civile algerina) un Boeing 737-200 di Air Algérie atterrò presso l'aeroporto di Algeri proveniente da Bechar; a quel punto un passeggero minacciò di far esplodere una bomba a mano e chiese di poter effettuare una dichiarazione in diretta sulla televisione nazionale in merito alle elezioni che si sarebbero tenute poco tempo dopo. La richiesta venne respinta e il dirottatore, dopo lunghi negoziati, fu convinto a rilasciare tutte le 53 persone a bordo dell'aeromobile e si consegnò alle forze dell'ordine.[46]
- Il 13 novembre 1994 tre persone a bordo di un Fokker F27 (marche 7T-VRK) in volo da Algeri a Ouargla richiese di poter rilasciare un messaggio politico in diretta sulla televisione nazionale. Il velivolo, con 39 persone a bordo, fu dirottato a Palma di Maiorca, dove i tre terroristi si arresero.[47]
- Il 25 luglio 1996 un Boeing 767-300 di Air Algérie con 232 persone a bordo venne dirottato all'aeroporto di Orano da un uomo che chiedeva di essere portato negli Stati Uniti; ma dopo oltre quattro ore di trattative si arrese alle autorità locali.[48]
- Il 19 gennaio 2003 un Boeing 737-800 di Air Algérie venne dirottato poco dopo il decollo dall'aeroporto di Costantina da un uomo che richiese ai piloti di condurre l'aereo in Corea del Nord. Il velivolo atterrò ad Algeri dove il dirottatore venne arrestato dalle forze di polizia che presero d'assalto l'aereo. Nessuno tra i 24 passeggeri e i 6 membri dell'equipaggio riportarono ferite.[49]
- Il 19 agosto 2003 un Boeing 737-800 di Air Algérie venne dirottato subito dopo il decollo da aeroporto di Algeri da un passeggero mentalmente instabile che minacciò di far esplodere l'aereo se i piloti non avessero fatto rotta per Ginevra (il volo aveva come destinazione Lilla). Durante uno scalo all'aeroporto di Orano per il rifornimento di carburante il dirottatore venne arrestato.[50]